# 库尔纳内勒
库尔纳内勒（法語：Cournanel，法語發音：[kuʁnanɛl] ⓘ）是法国奥德省的一个市镇，属于利穆区。

## 地理
库尔纳内勒（43°1'59"N, 2°14'3"E）面积6.34 平方千米，位于法国奧克西塔尼大區奥德省，该省份为法国南部沿海省份，北起塔恩省，西北接上加龙省，西接阿列日省，南至东比利牛斯省，东临地中海，东北与埃罗省接壤。
与库尔纳内勒接壤的市镇（或旧市镇、城区）包括：阿莱特莱班、利穆、马格里。

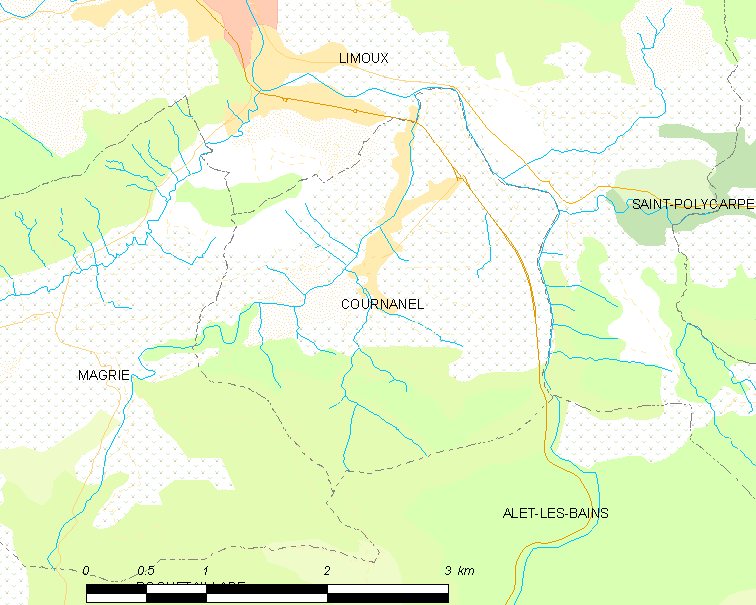
库尔纳内勒的OSM定位图

库尔纳内勒的时区为UTC+01:00、UTC+02:00（夏令时）。

## 行政
库尔纳内勒的邮政编码为11300，INSEE市镇编码为11105。

## 政治
库尔纳内勒所属的省级选区为利穆地区县。

## 人口

1962-2008年间库尔纳内勒人口变化图示

库尔纳内勒于2022年1月1日时的人口数量为664人。